# 돌봉

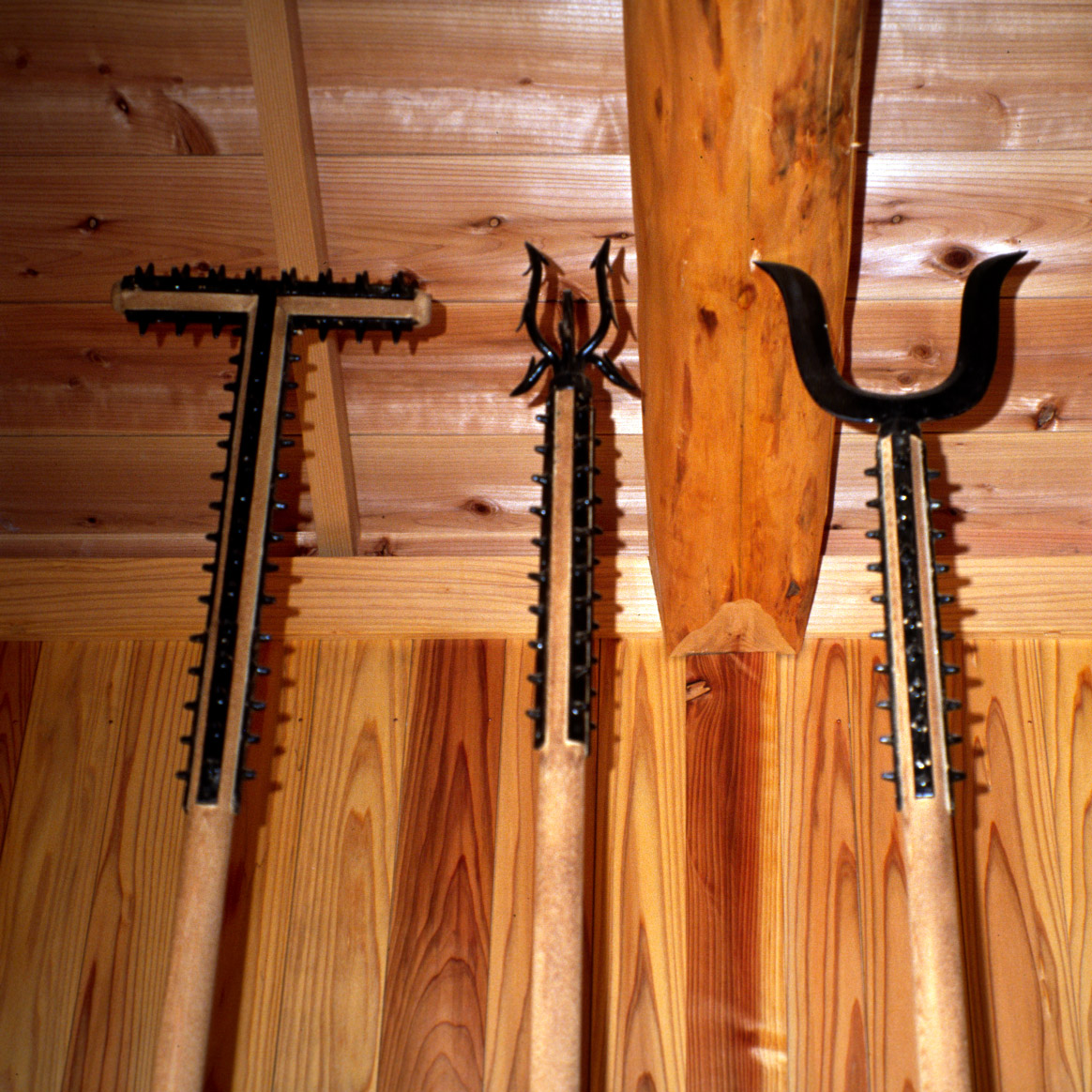
왼쪽에서 첫 번째 것이 돌봉이다.

돌봉(일본어: 突棒 つくぼう[*])은 일본의 포물도구이다.
긴 봉의 끝에 가로로 짧은 횡봉을 붙여 T자형으로 만든 뒤, 횡봉과 횡봉 바로 아래의 긴 봉에 가시를 박았다. 체포하려는 범죄자를 횡봉으로 후리거나 걸고넘어지는 식으로 사용한다. 또한 가시투성이 횡봉으로 범죄자를 몰아붙일 수도 있었다.
자차, 수닉과 함께 소위 삼도구라 일컬어진, 무로마치 시대부터 사용된 일본 전근대 경찰의 중요 체포도구였다.

## 같이 보기
- 수닉
- 사스마타